# El tesoro de Alejandría
El tesoro de Alejandría es una novela de Clive Cussler y noveno libro de la saga de Dirk Pitt. Fue publicado en España por Plaza y Janes.

## Trama
En el prólogo un barco romano comandado por Julius Venator transporta tesoros de la biblioteca de Alejandría hacia un lugar secreto. Una vez enterrado, la tripulación romana es masacrada por unos nativos, perdiéndose la localización del tesoro.
En la actualidad, un mensajero del presidente de los Estados Unidos es salvajemente asesinado por un dictador centroamericano.
Mientras, en Oriente medio el avión donde viaja el secretario general de la ONU es secuestrado por un grupo terrorista pero Dirk Pitt, junto con Al Giordino, Rudi Gunn y Lily Sharp, logran rescatarle. Lily también encuentra una antigua moneda que les pone tras la pista del tesoro perdido de la biblioteca de Alejandría.

## Primera edición
- 1988, Estados Unidos, Simon & Schuster, ISBN 0-671-62613-2, 1988, tapa dura